# 小見山満
小見山 満（こみやま みつる、1954年7月28日 - ）は、日本の公認会計士。

## 人物
岐阜県関市生まれ。麻布中学・高校を経て、1977年慶應義塾大学経済学部卒後、日米公認会計士の資格を取得。
同期に川北力（元国税庁長官）、石倉昇（囲碁プロ棋士九段）などがいる。

## 略歴
- 1973年3月 麻布高校卒
- 1977年3月 慶應義塾大学経済学部卒
- 1977年4月 ピート・マーウィック・ミッチェル会計事務所、東京事務所
- 1981年6月 ピート・マーウィック・ミッチェル会計事務所、ロスアンジェルス事務所
- 1984年11月 小見山公認会計士事務所開設、現在に至る。
- 2007年1月 税理士法人麻布パートナーズ設立、現在に至る。

## 資格
- 1976年11月 公認会計士第二次試験合格
- 1980年
  - 3月 公認会計士第三次試験合格、公認会計士登録
  - 9月 税理士登録
- 1983年8月 米国公認会計士（カリフォルニア州）登録

## 役職
- 1996年7月 日本公認会計士協会 理事
- 1999年7月 日本公認会計士協会 常務理事
- 2005年7月 日本公認会計士協会 副会長
- 2004年4月 慶應義塾大学大学院特別招聘教授
- 2008年4月 総務省 政治資金適正化委員
- IASB（国際会計審議会）のIFRS for SMEｓ委員
- IFAC（国際会計士連盟）のSMP委員